# Riversdale (Nouvelle-Zélande)
Pour les articles homonymes, voir Riversdale.
Riversdale est une petite localité de la région du Southland dans l’Île du Sud de la Nouvelle-Zélande.

## Population
La population de la ville de ‘Riversdale’ au recensement de 2006 en Nouvelle-Zélande  était de 393 habitants, en augmentation de 30 personnes ou (8,3 %), depuis le recensement de 2001  .

## Géographie
La ville de Riversdale est située entre la chaîne de Hokonui Hills (en) et le fleuve Mataura au cœur de la plaine de Waimea (en), et est  grossièrement à équidistance entre les villes de Gore et celle de Lumsden, sur le trajet de la route State Highway 94/SH 94 (en), qui est la route principale reliant Gore avec la destination touristique de Milford Sound.

## Climat
En termes de climat, la ville de ‘Riversdale’ a un régime océanique tempéré, avec une tendance vers le climat continental rencontré plus habituellement dans le district de Central Otago, avec des hivers froids et humides et des étés chauds. La région de Riversdale est l’une des rares régions du Southland réputées pour leur sécheresse durant les mois d’été.

## Chemin de fer
En 1880, la ligne du Waimea Plains Railway (en) fut ouverte. Elle était reliée au niveau de Gore à la ligne principale du sud (en) et  avec la ville de Lumsden située sur la  Branche de Kingston (en) et passait à travers la ville de Riversdale. La ligne fut un lien économique important pendant de  nombreuses années et le Kingston Flyers (en)  initial donna son nom actuel au train touristique de Kingston Flyer (en) passant dans la ville de Kingston, mais qui traverse aussi la ville de Riversdale sur son trajet allant de la ville de  Gore à celle de  Dunedin depuis les années 1890 et jusqu’à Pâques 1957.
Avec l’amélioration du transport routier, les modifications de la régulation gouvernementale et la dérégulation, le chemin de fer a perdu de sa rentabilité et en 1971, la plus grande partie de la ligne fut fermée, y compris la section qui traversait la ville de Riversdale.